# Rowan Liburd
Rowan Earl Anthony Liburd (* 28. August 1992 in London) ist ein englischer Fußballspieler, der auch die Staatsbürgerschaft von St. Kitts und Nevis innehat.

## Karriere

### Verein
Rowan Liburd begann seine Karriere 2010 in der Mannschaft der US-amerikanischen Thomas University im Bundesstaat Georgia, dort war er bis 2013 aktiv. Danach kehrte er nach England zurück und schloss sich Billericay Town an. Zur Saison 2015/16 wechselte er zum FC Reading. In der Championship kam er jedoch nur drei Mal zum Einsatz, dies führte dazu, dass er im März 2016 für einen Monat und dann bis zum Saisonende an die Wycombe Wanderers verliehen wurde.
In der Folgesaison war er zunächst in der League Two beim FC Stevenage aktiv bevor er Ende Januar 2017 ligaintern zu Leyton Orient verliehen wurde. Zur neuen Saison wurde er zu Hemel Hempstead Town verliehen, von dem er nach einem Monat zurückkehrte. Die Leihe wurde vom AFC Guiseley weitergeführt und zum Ende 2017 wurde er fest übernommen.
Im März 2019 ging er ablösefrei zum FC Hereford, wo er bis zum Ende der Folgesaison blieb. Währenddessen war er im Dezember 2019 für einen Monat zum FC Dartford verliehen worden. Mitte September 2020 wechselte er ablösefrei zu Welling United, wo er nur kurz verblieb. Seit Mitte Januar 2021 ist er wieder bei Billericay Town unter Vertrag.

### Nationalmannschaft
Er hatte seinen ersten Einsatz für die Nationalmannschaft von St. Kitts und Nevis am 23. März 2019 während der Qualifikation für die Nations League. Bei der 0:2-Auswärtsniederlage gegen Suriname, stand er in der Startelf und wurde zur zweiten Halbzeit gegen Kimaree Rogers ausgewechselt. Seitdem kommt er immer wieder zum Einsatz.